# Vasto
Vasto es un municipio situado en el territorio de la Provincia de Chieti, en Abruzos (Italia).

## Demografía
| Gráfica de evolución demográfica de Vasto entre 1861 y 2001 |
|                                                             |
| fuente ISTAT - elaboración gráfica a cargo de Wikipedia     |